# Málnagubacsszitkár
A málnagubacsszitkár avagy üvegszárnyú málnalepke (Pennisetia hylaeiformis = Bembecia hylaeiformis) a szitkárfélék (Sesiidae) családjának egyik, Magyarországon is honos faja.

## Elterjedése, élőhelye
Eurázsiában elterjedt faj, de kevés hazai adata van. A Budai-hegységben, a Mátrában (Kékestetőn) és az Aggteleki-karszton (Jósvafőn, a Kecső-völgyben) találták meg.

## Megjelenése
Szárnyának fesztávolsága 20–28 mm; a szárnyak szegélye barna.

## Életmódja
Egy évben egy nemzedéke fejlődik ki. A hernyók a málna és a szeder gyöktörzsében, gyökereiben és a vesszők alsó részeiben élnek. Először ősszel károsítanak, majd másodjára tavasszal is. A megtámadott tövek legyengülnek, a termés fonnyad, majd kényszerérésbe kezd. A fertőzött részeken a lomb sárgul, majd az egész vessző elpusztul.
A hernyók nyár elején élőhelyükön bábozódnak be, majd június–augusztusban rajzanak. A lepkék nem táplálkoznak, és már a kikelés napján párosodnak. A rokon fajok nagy részével ellentétben éjszaka repülnek; a mesterséges fény nem vonzza őket. Petéiket egyesével vagy kisebb csoportokban a tövek köré a talajon vagy a vesszők aljához rakják. A kis hernyók 3–4 hét alatt kelnek ki.

## Külső hivatkozások
- Mészáros Zoltán – Szabóky Csaba: A magyarországi molylepkék gyakorlati albuma. Budapest: Agroinform. 2005.  arch Hozzáférés: 2018. április 6. (PDF)
- FAZEKAS IMRE: Az Északi-középhegység üvegszárnyú lepkefaunája